# 無防備都市宣言
無防備都市宣言（むぼうびとしせんげん）とは組織的降伏の一種。戦争もしくは紛争において、都市に軍事力が存在していない開放地域（英語: Open City）であると宣言し、敵による軍事作戦時の損害を避ける目的で行われる。

## 概要
特定の都市がハーグ陸戦条約第25条に定められた無防守都市であることを紛争当事者に対して宣言したことを指す。現在、正確には無防備地区宣言と呼ばれ、ジュネーブ諸条約追加第1議定書第59条に基づき、特定の都市、地域を無防備地域（英語: Non-defended localities）であると宣言することを指す。
この地域に対して攻撃を行うことは戦時国際法である第1追加議定書によって禁止されている。紛争当事国に特段の合意がある場合を除いて、この地域から全ての戦闘員、移動可能な兵器、軍事設備が撤去され、また、地域において軍隊や住民が軍事施設を敵対的に使用すること、軍事行動の支援活動を行うことが禁止される。つまり、無防備地区宣言とは、その地域が軍事的な抵抗を行う能力と意思がない地域であることを宣言することによって、その地域に対する攻撃の軍事的利益をなくし、そのことによって、その地域が軍事作戦による攻撃で受ける被害を最小限に抑えるためになされる宣言である。ただし、これが有効に機能するのは当事者たちが法を忠実に守った場合だけである。
無防備地区宣言を行うことができるのは、その地域を統治している中央政府、または軍事活動を統制している軍隊であり地方自治体の行う無防備都市宣言には国際法上の意味は存在しないと考えられている。
さらに、無防備地区に対して禁止されている行為は物理的な攻撃のみであり、占領、占領行政、および（占領後の占領軍による）その地域の軍事的な使用は禁じられていない。いわば都市単位の無条件降伏と言える。

## ジュネーヴ条約の条文
無防備地区に関してはジュネーヴ条約追加第1議定書に以下の条文が定められている。
第59条「無防備地区」
1. 紛争当事国が無防備地区を攻撃することは、手段のいかんを問わず禁止する。
2. 紛争当事国の適当な当局は、軍隊が接触している地帯の付近またはその中にある居住地で、敵対する紛争当事国による占領のために開放されているものを無防備地区と宣言することができる。無防備地区は、次のすべての条件を満たさなければならない。
(a) すべての戦闘員ならびに移動兵器及び移動軍用設備が撤去されていること
(b) 固定した軍用の施設または営造物が敵対的目的に使用されていないこと
(c) 当局または住民により敵対行為が行われていないこと
(d) 軍事行動を支援する活動が行われていないこと
3. 諸条約及びこの議定書によって特別に保護される者並びに法及び秩序の維持のみを目的として保持される警察が無防備地区に存在することは、2に定める条件に反するものではない。
4. 2の規定に基づく宣言は、敵対する紛争当事者に対して行われ、できる限り正確に無防備地区の境界を定め及び記述したものとする。その宣言が向けられた紛争当事者は、その受領を確認し、2に定める条件が実際に満たされている限り、当該地区を無防備地区として取り扱う。条件が実際に満たされていない場合には、その旨を直ちに、宣言を行った紛争当事者に通報する。2に定める条件が満たされていない場合にも、当該地区は、この議定書の他の規定及び武力紛争の際に適用される他の国際法の諸規則に基づく保護を引き続き受ける。
5. 紛争当事者は、2に定める条件を満たしていない地区であっても、当該地区を無防備地区とすることについて合意することができる。その合意は、できる限り正確に無防備地区の境界を定め及び記述したものとすべきであり、また、必要な場合には監視の方法を定めたものとすることができる。
6. 5に規定する合意によって規律される地区を支配する紛争当事者は、できる限り、他の紛争当事者と合意する標章によって当該地区を表示するものとし、この標章は、明瞭に見ることができる場所、特に当該地区の外縁及び境界並びに幹線道路に表示する。
7. 2に定める条件又は5に規定する合意に定める条件を満たさなくなった地区は、無防備地区としての地位を失う。そのような場合にも、当該地区は、この議定書の他の規定及び武力紛争の際に適用される他の国際法の諸規則に基づく保護を引き続き受ける。

## 歴史
1899年、上記のジュネーヴ条約追加第1議定書の規定の前身にあたるハーグ陸戦条約の第25条に、「防守セサル都市、村落、住宅又ハ建物ハ、如何ナル手段ニ依ルモ之ヲ攻撃又ハ砲撃スルコトヲ得ス」と定められた。後年の第一追加議定書において、無防備都市宣言とは紛争相手国の占領を無抵抗で受け入れることと位置づけられたが、これを先取りした事例といえる。
しかし、この「無防備都市」とは誰が行うのか、どのような条件で認められるかは不明確であり、第一次世界大戦、第二次世界大戦をはじめとする過去の戦争では、口実を設けては幾度となくこの条約は破られてきた。過去に無防備都市宣言が無視された代表的な例では以下のものが挙げられる。
第一次世界大戦初期のセルビア首都、ベオグラード市
セルビア軍が首都防衛を放棄した後、無防備宣言を行ったが、オーストリアはそれを無視し砲撃を実行。
第二次世界大戦末期（1943年以降）のイタリア
イタリア王国が連合軍に降伏後（イタリアの降伏）、ローマ、キエーティ、フィレンツェなどが無防備宣言を行ったものの、連合軍・ドイツ軍双方に無視されている。ローマに関しては無防備都市を宣言したものの、実際には一部の防衛軍が残存しており、エンリコ・カヴィリア元帥による降伏手続きが行われるなど無防備都市の徹底は行われておらず、ドイツ側も無防備都市状態を認めていない。ローマはその後数度にわたって空襲を受けており、中立国であるバチカンの領域も損害を受けた（ローマ爆撃）。
第二次世界大戦のチャンネル諸島
イギリス軍が戦略的な理由から防衛せず、現地の政府が無防備都市宣言を行った。しかしドイツ側はこの宣言を認識しておらず、港湾に爆撃を行って死者を出している。
また、終戦を意味する国家の降伏と異なり、無防備都市宣言を行った都市がそれ以降の戦争から離脱できるわけではなく、戦局の変化によっては再び戦火に見舞われる可能性がある。第二次世界大戦のさなかの1940年、フランス政府はパリの無防備都市を宣言してパリを戦火から逃れさせたが、1944年の連合軍再侵攻によってパリは戦火に見舞われた。ドイツのアドルフ・ヒトラー総統は従前の無防備都市宣言に一切拘束されず、パリにおける徹底抗戦と、破壊命令すら出していたが、様々な事情が重なって破滅的な事態は免れ得た（パリの解放）。イタリアの各都市やアメリカの植民地であるフィリピンのマニラも同様に無防備都市宣言後に再度戦場となっている。また、チャンネル諸島の事例のように占領軍やその敵対勢力によっても市民が被害を受けることもある。チャンネル諸島の事例では、ドイツ軍はイギリス本国系住民を強制収容所に送り込んだ。1944年以降連合軍はチャンネル諸島の封鎖を行い、軍民ともに終戦まで欠乏に苦しんだ（ナチス・ドイツによるチャンネル諸島占領）。
無防備地域宣言の成功例としては、無防備地域宣言運動全国ネットワークなどから
- 太平洋戦争時においてアメリカ軍が日本軍に対し宣言したフィリピンのマニラ市
- 太平洋戦争時における沖縄の前島

などが挙げられているが、
- マニラについては、日本軍のマニラ占領から3年後の昭和20年2月にアメリカ軍が来襲した際に、日本陸軍が市街地から撤退し無防備宣言を実行しようとした。しかし、海軍部隊が残留したため熾烈な戦闘が発生し、激しい砲爆撃により多くの市民が巻き込まれた[5]。
- 前島については、当時の日本軍・連合国軍双方が戦術・戦略的価値をほとんど見出しておらず、結果的に占領を免れたのであり、また、宣言の主体（宣言を行った機関・人物）が不明であり、無防備都市宣言の成功例とはみなすべきではない。同じように、日本軍が配備されていなかった神山島に対しては、連合国軍が上陸作戦を実行し占領。砲兵2個大隊（155mmカノン砲「ロング・トム」24門）を揚陸し、那覇・小禄方面への砲撃を行っている。

として疑問視する意見も強い。
1977年、ジュネーヴ条約追加第1議定書に無防備地域宣言を定めた第59条が盛り込まれた。上記のように誰がどのような条件の元において宣言するのかが明確化された点で、ハーグ陸戦条約に定められた「無防備都市」とは若干意味合いが異なることについては注意が必要である。また、
- （条件や宣言を行う主体が明確になったからといって）ジュネーヴ条約がすべての国に必ず遵守されるわけではない。順守を強制する機関も存在しない。
- 全ての国がジュネーブ条約（のすべての議定書）に批准もしくは加入しているわけではない[6]。

近年、ジュネーヴ条約が破られた/無視された例としては次のようなものが挙げられる。
- NATOによるユーゴスラビア（現・セルビア）国内の発電所・病院への空爆（第4条約 第53条違反）
- アフガニスタンにおけるアメリカ軍の病院爆撃（第4条約 第14条・第18条違反）
- イラク戦争時のバグダード市内における市民の略奪行為（第4条約 第64条違反）
- アメリカ軍のイラク戦争でのアブグレイブ収容所における捕虜虐待（第3条約 第13条違反）

## 無防備地域宣言運動
「無防備地域宣言運動全国ネットワーク」という団体により、日本の地方公共団体（地方自治体）のレベルで無防備地域宣言を行うための条例制定の直接請求運動が全国各地でなされている。

### 無防備地域宣言運動全国ネットワークが条例化運動を行った地方自治体
- 北海道 - 苫小牧市、（札幌市）
- 東京都 - （品川区）、（荒川区）、板橋区、（大田区）、（国立市）、（日野市）、（目黒区）、北区、国分寺市、小金井市、練馬区、（立川市）
- 千葉県 - （市川市）
- 神奈川県 - （藤沢市）、（小田原市）、（川崎市）
- 長野県 - (中川村)
- 三重県 - 鈴鹿市
- 大阪府 - （大阪市）、（枚方市）、（高槻市）、豊中市、（箕面市）、（堺市）、（寝屋川市）、（吹田市）、四条畷市、大東市
- 滋賀県 - （大津市）
- 奈良県 - （奈良市）
- 京都府 - （京都市）、（向日市）、（宇治市）、亀岡市、（精華町）
- 兵庫県 - （西宮市）、（尼崎市）
- 愛媛県 - 南宇和郡愛南町
- 鹿児島県 - 鹿児島市
- 沖縄県 - （竹富町）、石垣市、（那覇市）、大宜味村

※カッコで囲んである自治体は議会が無防備地域条例案を否決している。
なお、これまで直接請求された条例案に付した意見書に賛成意見を記載した首長は上原公子国立市長と藤沢純一箕面市長のみである（上原は2007年、藤沢は2008年にそれぞれ市長の座を降りている）。このうち、上原は無防備地域宣言運動全国ネットワークの呼びかけ人、すなわち、運動の中心人物である。
リベラル系首長の上田文雄札幌市長（弁護士）は、条例案には実効性が認められないこと、地方自治法の規定に抵触することから反対意見を付記した。また、札幌市議会総務委員会での全会一致の反対で否決されたことをうけて、市長の権限では無防備地域を宣言するために必要なジュネーブ条約追加第1議定書が要求する4条件を満たせないと述べた。

### 各政党の態度
地方議会において自由民主党と公明党の会派は無防備地域宣言に関する条例制定には反対の姿勢をとっている。民主党と日本共産党は運動の開始当初は賛成に投票していたものの、2006年6月に行われた千葉県市川市議会での採決で退席・棄権に転じ、2006年12月までの議会審議では退席・棄権の態度を継続していたが、2007年1月の東京都目黒区議会において反対に転じ、以降は反対の姿勢を継続している。社会民主党系の会派は条例制定運動の始まりとなった大阪市での審議以降一貫して賛成の態度を表明している。　
| 政党・会派 | 姿勢               |
| ---------- | ------------------ |
| 自由民主党 | 反対               |
| 公明党     | 反対               |
| 民主党     | 反対（当初は賛成） |
| 社会民主党 | 賛成               |
| 日本共産党 | 反対（当初は賛成） |

### 無防備地域宣言運動の問題点
地方公共団体が行う無防備地域宣言は以下の点で問題点があり、国際法上の実効力はないとみられる。そのため、「平和都市宣言」以上の意味は持たないとの意見が大勢を占めている。
戦争中でないと宣言できない
この宣言は事実上、紛争相手国の占領を無抵抗で受け入れることを宣言するもので、地域単位での降伏宣言である。上記第59条第4項にも「敵対する紛争当事者に対して行われる」とあるとおり、戦時でない＝紛争相手国がいない時点で宣言することはできない。
原則的に地方自治体が独自の判断で宣言することはできない
『赤十字国際委員会コメンタール』には、「原則として、宣言はその内容を確実に遵守できる当局によって発せられるべきである。一般的にはこれは政府自身となるであろう。困難な状況にあっては、宣言は地方の軍司令官、または市長や知事といった、地方の文民当局によって発せられることもあり得る」という一節がある。「困難な状況」とは本来の宣言主体である中央政府が紛争によってその正常な機能を失ったときである。
日本政府が認めていない
自然権としての（国の）自衛権を地方自治体が否定することはできない。また、一般市民の自衛権に基づく組織的な抵抗（民兵）を掣肘（せいちゅう）する指揮命令権限は中央政府が地方自治体に優越する。当該地域に駐屯するであろう中央政府の実力部隊（日本においては自衛隊）の指揮権は地方自治体になく、軍事行動を管理・運営するのが中央政府であるので第59条第2項の(a)、(b)、(d)を満たすことはできない。
日本政府が当該無防備都市地域を軍事拠点としながら抗戦の意思を持って戦闘を続けた場合、第59条第7項の規定により即座に宣言の効力が失われる。地方自治体が無防備都市宣言を通告したのちも市民兵（民兵）による組織的な抵抗が行われ、これを中央政府が支援している場合も同様である。
地方自治体が無防備地域宣言の条例のみによって住民の個別の抵抗を抑えることは難しいが、例えば、スイス政府発行のブックレット『民間防衛』によれば、個別の抵抗は慎むべきであるとされる。